# Patriottische Partij
Patriottische Partij (Spaans: Partido Patriota, PP) is een conservatieve politieke partij in Guatemala.
De partij werd in 2001 opgericht door generaal Otto Pérez; ten tijde van de oprichting van de partij werden er meerdere aanslagen gepleegd op familieleden van Pérez en werden enkelen van zijn medewerkers vermoord. Bij de verkiezingen van 2003 maakte het deel uit van de Grote Nationale Alliantie (GANA) waarvan de kandidaat Óscar Berger tot president werd gekozen. Een jaar later brak de PP met de GANA en ging alleen verder. De PP was de grote winnaar van de congresverkiezingen in 2007 waarbij zij met 30 van de 158 in het congres kwam terwijl Pérez als presidentskandidaat doorging naar de tweede ronde, waarin hij werd verslagen door Álvaro Colom.
In 2011 wist Pérez de presidentsverkiezingen te winnen; hij versloeg Manuel Baldizón. De PP haalde bij de gelijktijdige congresverkiezingen 58 zetels en werd daarmee de grootste partij.

## Presidentskandidaten
- 2007: Otto Pérez (verloren)
- 2011: Otto Pérez (gewonnen)
- 2015: Mario David Garcia (verloren)